# Daniel Estrada Aguirrezabalaga
Daniel Estrada (Zarautz, 3 de gener de 1987) és un futbolista professional basc, que ocupa la posició de migcampista.

## Trajectòria esportiva
Format al planter de la Reial Societat, debuta amb el primer equip la temporada 06/07, tot jugant 8 partits. Eixe any l'equip donostiarra baixa a Segona Divisió. El de Zarautz, ja part del primer equip, va ser un dels suplents més emprats a la categoria d'argent.
El maig de 2014, tot i que no havia pogut jugar pràcticament durant la temporada 2013-14 a causa d'una lesió, va renovar el contracte amb la Reial Societat fins al 2015.